# Wrongdoers
Wrongdoers es el sexto álbum de estudio de la banda estadounidense de metalcore Norma Jean. El álbum fue lanzado el 6 de agosto de 2013 y es el segundo lanzamiento de la banda a través de Razor & Tie. Es el primer álbum que presenta al guitarrista Jeff Hickey, al bajista John Finnegan y al baterista Clayton Holyoak, y el último álbum con el guitarrista de larga data Chris Day.
El álbum recibió la aclamación de la crítica musical en publicaciones como Alternative Press, Decibel, Exclaim! y Revolver, y vendió 8.340 copias en su primera semana.

## Lista de canciones
Todas las canciones escritas y compuestas por Norma Jean, a excepción de los números 4 y 10 coescritos con Scottie Henry. 
| N.º | Título                                       | Duración |  |
| 1.  | «Hive Minds»                                 | 6:44     |  |
| 2.  | «If You Got It at Five, You Got It at Fifty» | 2:17     |  |
| 3.  | «Wrongdoers»                                 | 4:49     |  |
| 4.  | «"The Potter Has No Hands"»                  | 3:16     |  |
| 5.  | «Sword in Mouth, Fire Eyes»                  | 4:25     |  |
| 6.  | «Afterhour Animals»                          | 0:50     |  |
| 7.  | «The Lash Whistled Like a Singing Wind»      | 1:07     |  |
| 8.  | «Neck in the Hemp»                           | 3:10     |  |
| 9.  | «Triffids»                                   | 3:33     |  |
| 10. | «Funeral Singer»                             | 5:01     |  |
| 11. | «Sun Dies, Blood Moon»                       | 14:11    |  |

| Pre-order Bonus Track |                     |          |  |
| N.º                   | Título              | Duración |  |
| 12.                   | «Family Bike Wreck» | 1:15     |  |

## Posicionamiento en lista
| Lista (2013)                          | Posición |
| ------------------------------------- | -------- |
| Estados Unidos (Billboard 200)        | 37       |
| Estados Unidos (Christian Albums)     | 1        |
| Estados Unidos (Top Hard Rock Albums) | 3        |
| Estados Unidos (Independent Albums)   | 8        |
| Estados Unidos (Top Rock Albums)      | 7        |

## Personal
Norma Jean
- Cory Brandan – voz, guitarras
- Chris Day – guitarras
- Jeff Hickey – guitarras
- Clayton Holyoak – batería
- John Finnegan – bajo